# Ertuğrul Osman
Ertuğrul Osman také Osman Ertuğrul Osmanoğlu (18. srpna 1912 Istanbul – 23. září 2009 Istanbul) byl princem Osmanské říše a v letech 1994–2009 43. hlava osmanské dynastie. V nástupnictví byl muslimským chálífou a sultánem Osmanem V. Byl známý také jako Ertuğrul II. s odkazem na Ertuğrula, otce Osmana I.
Do rozpadu monarchie v listopadu 1922 byl oslovován jako Jeho sultánská výsost princ Ertuğrul Osman. V turecké společnosti byl známý také jako poslední Osman nebo poslední Osmanský vládce.

## Životopis
Narodil se v srpnu 1912 v Istanbulu. Byl nejmladším synem prince Mehmeda Burhaneddina, který sloužil jako kapitán v Osmanské armádě. V letech 1914–1919 byl jeho otec korunním princem a králem Albánie díky sňatku s jeho první ženou Aliye Melek Nazlıyar. Svatba se konala v paláci Nişantaşı v červnu 1909. Po 10. letech, v roce 1919 se rozvedli. Osmanovými prarodiči byli sultán Abdulhamid II. a jeho čtvrtá manželka.
V roce 1924, zatímco studoval ve Vídni se dozvěděl, že všichni členové dynastie byli vyhnáni do exilu. Od roku 1933 žil v Spojených státech amerických, konkrétně v New Yorku, kde bydlel v dvoupokojovém apartmánu nad restaurací. Do Turecka se vrátil v roce 1922 na pozvání zdejší vlády. V této době se budovala v Turecku demokracie. V roce 1994 se stal 43. hlavou osmanské dynastie.
V roce 2004 získal turecký pas a občanství. Ovládal několik jazyků, mezi nimi turečtinu, angličtinu, němčinu a francouzštinu. Dorozuměl se i italsky a španělsky. Zemřel ve věku 97 let v září roku 2009. Turecký ministr kultury oznámil, že zemřel ve spánku po cévní mozkové příhodě. Jeho žena, potvrdila příčinu smrti. Týden před smrtí strávil v istanbulské nemocnici. Pohřeb se konal v hrobce Abulhamida II., naproti němuž je i pohřben.

## Manželství
Oženil se dvakrát, poprvé v New Yorku v lednu 1947 s Guldou Twerskoyovou, děti spolu neměli. Po její smrti se znovu oženil v roce 1991 za Zeynep Tarzi. Jejich manželství vydrželo až do jeho smrti.